# E10 (Maleisië)

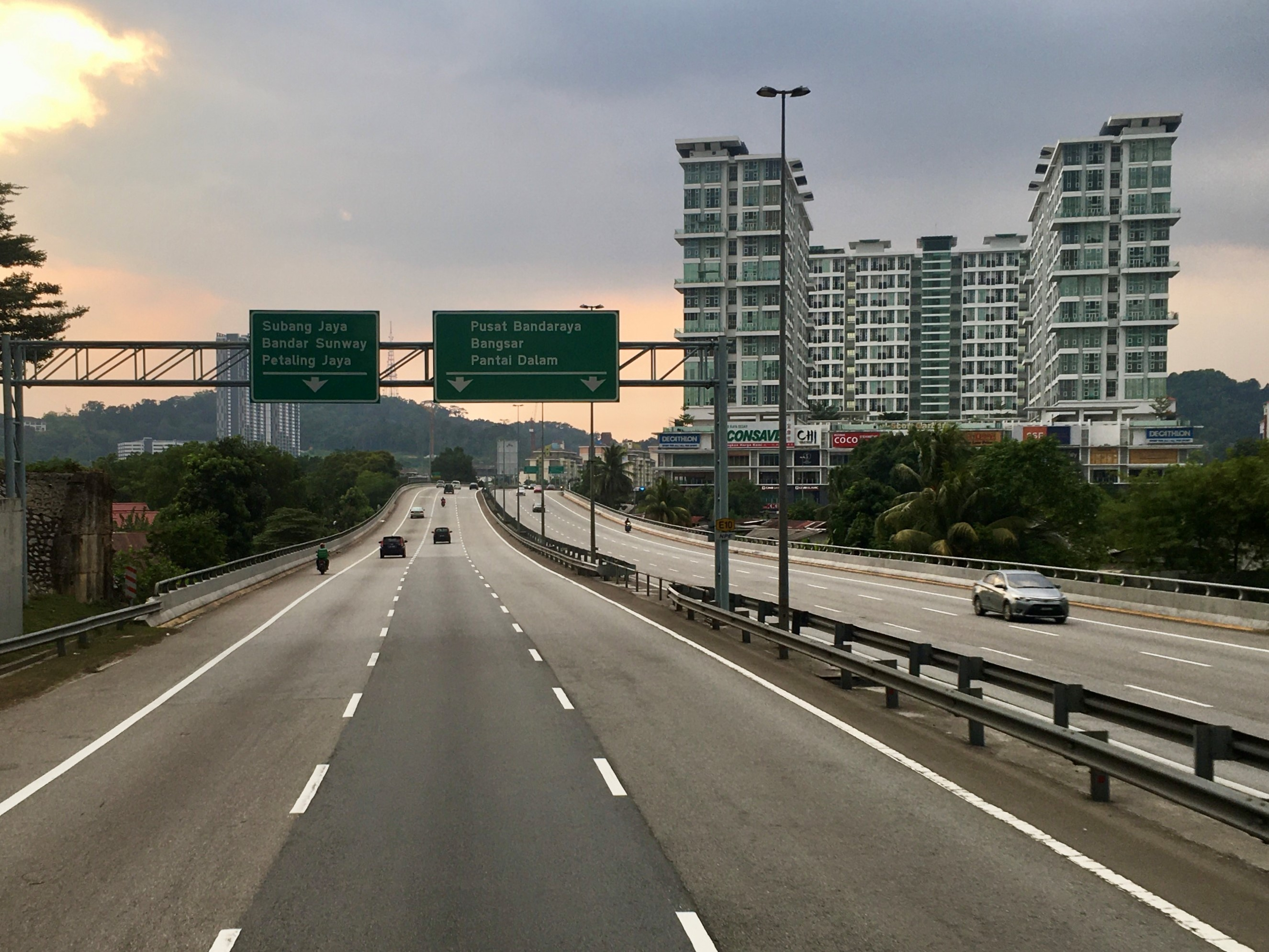
De E10

De E10 of Lebuhraya Baru Pantai (New Pantai Expressway of NPE) is een autosnelweg in Maleisië. De snelweg is 19,6 kilometer lang en vormt een verbinding tussen Subag Jaya en Bangsar (Kuala Lumpur). De E10 werd afgewerkt in 2004.
E1 ·
E2 ·
E3 ·
E4 ·
E5 ·
E6 ·
E7 ·
E8 ·
E9 ·
E10 ·
E11 ·
E12 ·
E13 ·
E14 ·
E15 ·
E16 ·
E17 ·
E18 ·
E19 ·
E20 ·
E21 ·
E22 ·
E23 ·
E24 ·
E25 ·
E26 ·
E27 ·
E28 ·
E29 ·
E30 ·
E31 ·
E32 ·
E33 ·
E35 ·
E36 ·
E37 ·
E38 ·
E39 ·